# Куденец
Куденец — озеро в западной части Тверской области, расположенное на территории Василёвского сельского поселения Торопецкого района. Принадлежит бассейну Западной Двины.
Расположено на высоте 179,3 метра над уровнем моря. Длина озера 2,7 км, ширина до 1,3 км. Площадь водной поверхности — 2,68 км². В озеро впадает протока (Торопа), вытекающая из озера Кудинское, а так же река Рудыня. Из южной оконечности озера вытекает река Торопа. В центральной части озера расположены три острова, крупнейший называется Усвят.
Населённых пунктов на берегу озера нет.